# زنان در کامبوج
زنان در کامبوج (انگلیسی: Women in Cambodia) تحت تأثیر فرهنگ غالب مردم خمر، به‌طور سنتی انتظار می‌رود که متواضع و نرم‌گفتار باشند. آنان باید خوش‌رفتار، سخت‌کوش و وابسته به خانواده باشند. انتظار می‌رود که زنان نقش مراقبان و نگهبانان خانواده، مدیران مالی و «حافظ خانه» را ایفا کنند. به عنوان مدیران مالی، زنان می‌توانند به عنوان صاحبان اختیار در سطح خانوادگی شناخته شوند. زنان خمر انتظار می‌رود که تا زمان ازدواج دوشیزگی خود را حفظ کنند، همسرانی وفادار باشند و به عنوان مشاوران شوهران خود عمل کنند. زنان در کامبوج همچنین به عنوان «راه‌روندگان سبک» شناخته شده‌اند—راه رفتن آرام و وقار زنان خمر به گونه‌ای توصیف شده است که «حرکاتشان چنان بی‌صدا است که نمی‌توان صدای خش‌خش ابریشم دامن آن‌ها را شنید».
در سال‌های اخیر، زنان نقش فعال‌تری در حوزه‌های کاری و سیاسی که به‌طور سنتی مردانه بوده‌اند، ایفا کرده‌اند.

## تاریخچه
در دوران کامبوج (۱۹۵۳–۱۹۷۰)، زنان گزینه‌های محدودی برای خروج از طبقه اجتماعی خود داشتند، مگر آنکه به حرم سلطنتی بپیوندند. زنان به عنوان هدایا به پادشاه فرستاده می‌شدند تا به عنوان هم‌بالینی و دیگر خدمتکاران سلطنتی خدمت کنند، تا اینکه این حرم در سال ۱۹۰۴ بسته شد.
در دوران کامبوج تحت‌الحمایه فرانسه، تغییرات در موقعیت زنان عمدتاً سطحی و محدود به طبقه نخبگان بود. نظام آموزشی عمدتاً برای مردان طراحی شده بود و مدارس مدارس فرانسه-کامبوج و کارخانه سلطنتی در کاخ برای دختران، صرفاً آموزش‌هایی در زمینه کارهای خانگی یا تولید اشیای گردشگری ارائه می‌دادند. تنها اقلیتی از زنان طبقه بالا به آموزش عالی در دبیرستان سیسووات و از آنجا به دانشگاه‌های خارج از کشور، عمدتاً در سایگون، دسترسی داشتند.
جنبش سازمان‌یافته فمینیستی در کامبوج با تأسیس انجمن زنان کامبوج در سال ۱۹۴۹ آغاز شد. این انجمن از گسترش حقوق و فرصت‌های زنان حمایت کرد و در دوران پایانی استعمار و سال‌های آغازین استقلال کامبوج، از فمینیسم دولتی میانه‌رو حمایت کرد. در این دوران، زنان به‌طور رسمی به آموزش، حرفه‌های مختلف، حق رأی و انتصاب در مناصب سیاسی دسترسی یافتند.

## کار
پس از جنگ داخلی کامبوج، این کشور با کمبود نیروی کار مرد مواجه شد. در نتیجه، زنان مسئولیت‌هایی را که پیش‌تر بر عهده مردان بود، بر عهده گرفتند. بر اساس قوانین کامبوج، زنان حق دارند «دستمزد برابر برای کار برابر» دریافت کنند. اما در واقعیت، اکثر زنان دستمزدی کمتر از همتایان مرد خود دریافت می‌کنند. در دهه ۱۹۹۰، بسیاری از «زنان جوان و بی‌سواد» از مناطق روستایی به شهرها مهاجرت کردند تا در کارخانه‌های تولید پوشاک مشغول به کار شوند.
در سال ۲۰۰۴، سازمان «جنسیت و توسعه برای کامبوج» اعلام کرد که تنها ۶٪ از نیروی کار زنان در کامبوج حقوق دریافت می‌کنند. بر اساس گزارشی از بانک جهانی، نرخ مشارکت زنان در بازار کار کامبوج کمتر از مردان است؛ به طوری که ۶۹٫۹٪ از زنان و ۸۲٫۱٪ از مردان مشغول به کار هستند.

## دین

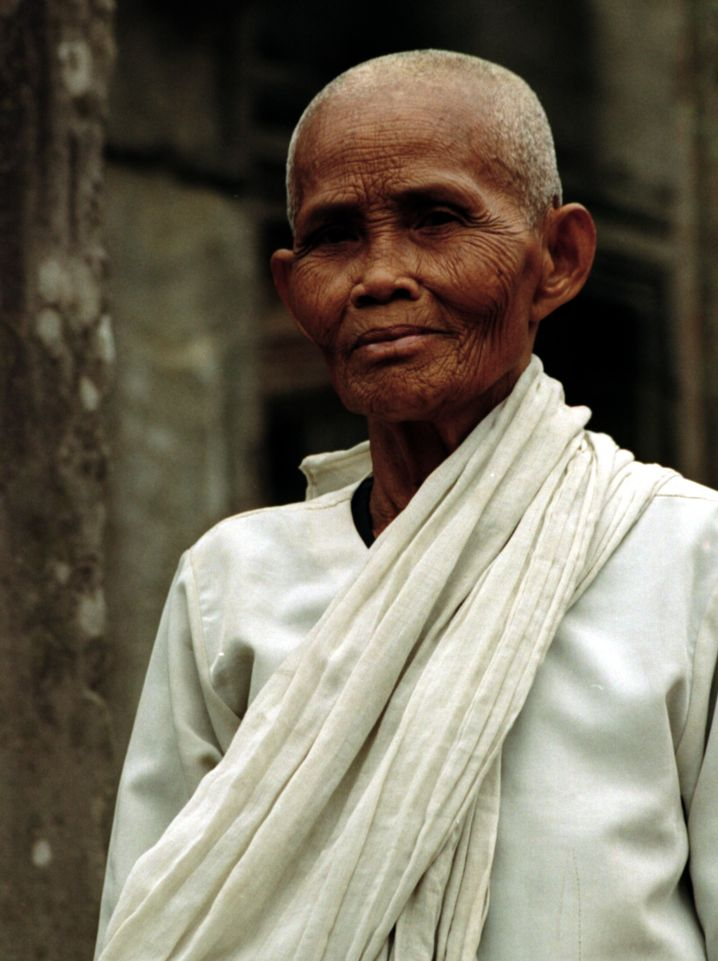
یک راهب زن بودایی در کامبوج

زنان خِمِر اغلب در پرستش در معابد بودیسم فعال هستند و در مراسم مذهبی—به‌ویژه در thngai sil (خمر: ថ្ងៃសីល؛ زبان انگلیسی برای "روزهای مقدس")—شرکت می‌کنند. برخی زنان نه تنها به‌عنوان عبادت‌کننده حضور دارند، بلکه به‌ویژه بیوه‌ها و سالمندان، به راهب زن بودایی (យាយជី yeay chi) تبدیل می‌شوند.
در سال‌های اخیر، بودیسم در ارتباط با اندیشه فمینیستی مورد بررسی قرار گرفته تا به مسائل مربوط به خشونت خانگی که بر زنان تأثیر می‌گذارد، پرداخته شود. در بودیسم، همانند حقوق بین‌الملل، مردم باید هنگام حمله مجرمانه یک مرد به همسرش مداخله کنند، هرچند برخی به دفاع فرهنگی از مجرم اشاره دارند. پیشرفت‌های اخیر شامل ایده‌هایی است که راهبان با آموزش جوامع دربارهٔ عدم خشونت بر اساس اصول اخلاقی دهرم (ادیان هندی)، مجرمان را از احساس حقانیت و مصونیت خود دور می‌کنند.

## آموزش
در سال ۲۰۱۹، ۱۳٫۸٪ از زنان کامبوجی بی‌سواد گزارش شدند. در سال ۲۰۰۴، تنها ۱۶٪ از دختران در مدارس متوسطهٔ پایین ثبت‌نام کرده بودند. دختران در کامبوج به دلیل انتظارات نقش‌های جنسیتی و سایر واقعیت‌های اجتماعی-اقتصادی به آموزش دسترسی کافی ندارند. بر اساس گزارش بانک جهانی، ۶۳٪ از دختران و ۵۲٫۵٪ از پسران در کامبوج آموزش متوسطه را به پایان می‌رسانند. از دختران انتظار می‌رود که در خانه بمانند و از خواهر و برادران کوچک‌تر مراقبت کنند، کارهای خانه را انجام دهند و از سرپرست خانواده حمایت کنند. عوامل دیگری مانند فقر شدید، فاصلهٔ بین خانه و مدرسه و همچنین ترس دائمی از امنیت شخصی در مسیر مدرسه، تأثیرگذار هستند.
با این حال، علی‌رغم این آمار پایین، تعداد زنان حاضر در دانشگاه‌های کامبوج رو به افزایش است. در سال ۲۰۰۴، ۲۰٪ از فارغ‌التحصیلان دانشگاه‌ها را زنان تشکیل می‌دادند.
با حمایت مالی بنیاد گوگل، بازوی خیریهٔ گوگل، سازمان‌های سرمایه‌گذاری‌های SHE و کسب‌وکار جوانان بین‌الملل (YBI) برنامه‌ای را برای کمک به صاحبان زن کسب‌وکارهای کوچک جهت بازیابی از دنیاگیری کووید-۱۹ در کامبوج راه‌اندازی کردند. از طریق این برنامه، زنان دربارهٔ سواد دیجیتال، مدیریت بحران، مدیریت مالی و تطبیق مدل کسب‌وکار آموزش دیدند. تا سپتامبر ۲۰۲۱، ۹۴ نفر از ۹۷ زن فارغ‌التحصیل شدند و گفتند که این برنامه را به دیگران توصیه می‌کنند. علاوه بر این، ۷۸ کسب‌وکار تا پایان برنامه همچنان فعال بودند. درآمد ماهانهٔ شرکت‌کنندگان ۱۶۹ درصد افزایش یافت و در مجموع ۵۸۴ شغل حفظ، مجدداً استخدام یا ایجاد شد.

## وضعیت سیاسی
از دهه ۱۹۸۰ تاکنون، تعداد زنان شرکت‌کننده در سیاست کامبوج همچنان پایین باقی مانده است. آن‌ها در پست‌های عالی‌رتبه هم در سطح محلی و هم ملی کمتر نمایندگی می‌شوند. مطالعه‌ای در سال ۲۰۱۳ نشان داد که زنان جوان در کامبوج عموماً یکی از سه نگرش را نسبت به سیاست دارند؛ دختران ۱۴ تا ۱۸ ساله اغلب هیچ نظر یا درکی از سیاست نداشتند. زنان جوان ۲۰ تا ۳۵ ساله که در کارخانه‌های پوشاک کار می‌کردند یا تحصیلات بالاتری داشتند، سیاست را با موضوعاتی مانند «قانون، منابع، حداقل دستمزد ملی، اشتغال، زمین و خدمات» مرتبط می‌دانستند. کارگران کارخانه‌های پوشاک که عمدتاً زن هستند و نیروی کار بزرگ‌ترین صنعت کشور را تشکیل می‌دهند، سابقهٔ مشارکت در سیاست کامبوج را دارند. نمونه‌هایی از این مشارکت شامل اعتراضات ۲۰۱۳–۲۰۱۴ کامبوج است. زنانی که در این دو دسته قرار نمی‌گرفتند، عموماً سیاست را با پول، فساد و سلطهٔ مردان مرتبط می‌دانستند.
از سال ۱۹۹۳، مشارکت زنان کامبوجی در سازمان‌های غیردولتی مرتبط با مسائل و حقوق زنان اندکی افزایش یافته است. در سال ۲۰۰۴ گزارش شد که ۱۰٪ از اعضای مجمع ملی کامبوج، ۸٪ از اعضای شورای کمون، و ۷٪ از قضات کامبوج زن بودند.
دولت کامبوج متعهد به افزایش بیشتر نمایندگی زنان در سیاست شده است. اهداف توسعهٔ هزارهٔ کامبوج (CMDGs) هدف‌گذاری کرده‌اند که تا سال ۲۰۱۵، ۲۵٪ از نمایندگان سطح شورای کمون/سانگکت و ۳۰٪ از نمایندگان زن در مجمع ملی کامبوج و سنا باشند. با این حال، زنان اغلب برای پر کردن سهمیهٔ دولتی انتخاب می‌شوند، اما در نقش‌های نمادینی که فاقد قدرت تحول‌آفرین هستند، قرار می‌گیرند. احزاب معمولاً نامزدهای زن را در پایین فهرست رأی‌گیری قرار می‌دهند، بنابراین در ظاهر نمایندگی زنان را دارند، اما این نامزدها به‌ندرت انتخاب می‌شوند. پس از انتخابات ژوئیه ۲۰۱۳، تعداد زنان در مجمع ملی کاهش یافت و در سال ۲۰۱۷، برخی از زنان عضو حزب نجات ملی کامبوج از سیاست منع یا تبعید شدند.